# Marynowy (gromada)
Marynowy – dawna gromada, czyli najmniejsza jednostka podziału terytorialnego Polskiej Rzeczypospolitej Ludowej w latach 1954–1972.
Gromady, z gromadzkimi radami narodowymi (GRN) jako organami władzy najniższego stopnia na wsi, funkcjonowały od reformy reorganizującej administrację wiejską przeprowadzonej jesienią 1954 do momentu ich zniesienia z dniem 1 stycznia 1973, tym samym wypierając organizację gminną w latach 1954–1972.
Gromadę Marynowy z siedzibą GRN w Marynowach utworzono – jako jedną z 8759 gromad na obszarze Polski – w powiecie nowodworsko-gdańskim w woj. gdańskim na mocy uchwały nr 22/III/54 WRN w Gdańsku z dnia 5 października 1954. W skład jednostki weszły obszary dotychczasowych gromad Myszewko i Rychnowo Żuławskie ze zniesionej gminy Kmiecin oraz obszar dotychczasowej gromady Marynowy i PGR Orłówek z dotychczasowej gromady Tuja ze zniesionej gminy Lubieszewo w tymże powiecie. Dla gromady ustalono 10 członków gromadzkiej rady narodowej.
31 lipca 1968 gromadę zniesiono, a jej obszar włączono do nowo utworzonej gromady Nowy Dwór Gdański w tymże powiecie.